# Liste der Kulturgüter im Verwaltungskreis Berner Jura
Die Liste der Kulturgüter im Verwaltungskreis Berner Jura enthält alle Objekte in den Gemeinden des Verwaltungskreises Berner Jura (französisch Arrondissement administratif du Jura bernois) im Kanton Bern, die gemäss der Haager Konvention zum Schutz von Kulturgut bei bewaffneten Konflikten, dem Bundesgesetz vom 20. Juni 2014 über den Schutz der Kulturgüter bei bewaffneten Konflikten sowie der Verordnung vom 29. Oktober 2014 über den Schutz der Kulturgüter bei bewaffneten Konflikten unter Schutz stehen.

## Kulturgüterlisten der Gemeinden
- Belprahon
- Champoz
- Corcelles
- Corgémont
- Cormoret
- Cortébert
- Court
- Courtelary
- Crémines
- Eschert
- Grandval
- La Ferrière
- La Neuveville
- Loveresse
- Mont-Tramelan
- Moutier
- Nods
- Orvin
- Perrefitte
- Petit-Val
- Péry-La Heutte
- Plateau de Diesse
- Rebévelier *
- Reconvilier
- Renan
- Roches
- Romont
- Saicourt
- Saint-Imier
- Sauge
- Saules
- Schelten *
- Seehof *
- Sonceboz-Sombeval
- Sonvilier
- Sorvilier
- Tavannes
- Tramelan
- Valbirse
- Villeret

* Diese Gemeinde besitzt keine Objekte der Kategorien A oder B, kann aber (zzt. nicht dokumentierte) C-Objekte besitzen.